# Harry Lloyd
Harry Lloyd (født 17. november 1983) er en engelsk tv-skuespiller, blandt andet kendt for sin rolle som Will Scarlet i BBC's Robin Hood.
Lloyd blev født i London, England i 1983. Han er tip-tip-oldebarn af den victorianske forfatter Charles Dickens – hans mors pigenavn er Dickens. Lloyd blev uddannet på Eton Collage og mens han var der, var han med i David Copperfield (1999) som den Unge Steerforth og så i 2002 blev han casted som unge Rivers i Goodbye Mr Chips.
Lloyd gik videre til at studere engelsk på Christ Church, Oxford, hvor han gik ind i The Oxford University Dramatic Society og medvirkede i flere stykker, han spillede Valentin i Kiss of the Spider Woman og som Anipholus af Syracuse i Shakespeares The Compedy of Errors på Oxford University Dramatic Society 2005 Summer tourné til Japan sammen med Felicity Jones. Han forlod Oxford i 2005, graduerende med en "upper second degree". Han blev student fra Oxford Universitet den 26. juli 2007.
Han spillede Will Scarlet i BBC-dramaserien Robin Hood, som kørte fra 2006-2007.
Lloyd fik i starten af 2007 sin professionelle scenedebut, ved Trafalgar Studios i A Gaggle of Saints af tre korte stykker, der opbygger Niel LaBute's Bash for hvilken han modtog mange positive anmeldelser.
I 2007 spillede han Jeremy Baines, en studerende, hvis sind overtages af en race af rumvæsener kaldet 'The Family of Blood', i Doctor Who-afsnittene Human Nature og The Family of Blood. Han er siden blevet foreslået som en mulig kandidat til at spille Doktoren, når David Tennant forlader rollen, baseret på en kommentar sagt af Russell T. Davies i et interview med PR Wire.

## Filmografi
| Year | Film                               | Role                      | Notes |
| ---- | ---------------------------------- | ------------------------- | --- |
| 1999 | David Copperfield                  | Young Steerforth          | TV-film |
| 2002 | Goodbye, Mr. Chips                 | Unge Rivers               | TV-film |
| 2005 | M.I.T. Murder Investigation Team   | Matt Pattinson            | Tv-serie (1 episode: "Episode #2.1") |
| 2005 | The Bill                           | Matt Richie               | TV-serie (1 episode: "377") |
| 2006 | Holby City                         | Damon Hughes              | TV-serie (1 episode: "Flight of the Bumblebee") |
| 2006 | Vital Signs                        | Jason Bradley             | TV-serie (5 episodes) |
| 2006 | Genie in the House                 | Nev                       | TV-serie (1 episode: "Puppy Love") |
| 2006 | Robin Hood                         | Will Scarlet              | TV-serie (26 episoder: 2006-2007) |
| 2007 | Doctor Who                         | Jeremy Baines/Son of Mine | TV-serie (2 episoder) |
| 2008 | Heroes and Villains                | Lucas                     | TV-serie dokumentar (1 episode: "Richard the Lionheart") |
| 2008 | The Devil's Whore                  | Prins Rupert              | TV mini-serie (1 episode: "Episode #1.1") |
| 2009 | Lewis                              | Peter                     | TV-serie (1 episode: "Counter Culture Blues") |
| 2009 | Oscar & Jim                        | Gerry                     | Kortfilm |
| 2009 | Taking the Flak                    | Alexander Taylor-Pierce   | TV-serie (5 episoder) |
| 2011 | Game of Thrones                    | Viserys Targaryen         | TV-serie (5 episoder) Nominated—Scream Award for Best Ensemble Nominated—Screen Actors Guild Award for Outstanding Performance by an Ensemble in a Drama Series |
| 2011 | The Half-Light                     | Anden mand                | kortfilm |
| 2011 | Great Expectations                 | Herbert Pocket            | TV mini-serie |
| 2011 | Jane Eyre                          | Richard Mason             | |
| 2011 | Jernladyen                         | Den unge Denis Thatcher   | |
| 2012 | The Hollow Crown: Henry IV, Part 1 | Mortimer                  | TV mini-serie |
| 2012 | The Fear                           | Matty Beckett             | TV mini-serie |
| 2014 | Teorien om alting                  | Brian                     | |
| 2021 | Arcane                             | Victor                    | TV-serie (18 episoder: 2021-2024) |